# Gheorghe Gheorghiu
Gheorghe Gheorghiu (* 1. Januar 1954 in Brașov) ist ein rumänischer Sänger.

## Biographie
Sein musikalisches Talent wurde schon im Alter von sechs Jahren in der Schule erkannt und er besuchte danach die Musikschule in Brașov und studierte Geige und Gitarre.
1975 gewann er den Großen Preis beim ersten nationalen Folk-Musik-Festival. Danach gab Gheorghiu Konzerte im ganzen Land und veröffentlichte 1984 seine erste Schallplatte Să fii tânăr. Nach der Revolution führten ihn Konzertreisen auch ins Ausland, nach Israel, Deutschland, Österreich, Belgien, Italien, Kanada und die Vereinigten Staaten. Der Refrain seines größten Hits Unde dragoste nu e, nimic nu e wurde 2016 von Delia in dem Lied 1234 (Unde dragoste nu e) gecovert.
2013 wurde Gheorghiu zum Ehrenbürger von Brașov ernannt.

## Diskografie
- 1984 Să fii tânăr
- 1988 Pentru dragoste
- 1993 Unde dragoste nu e, nimic nu e
- 1996 Doi ochi căprui caut și acum
- 1997 Mă gândesc la tine
- 1998 Ultimul tren
- 1998 Vei fi icoana mea
- 2003 Vine vara
- 2004 Noi umblăm și colindăm
- 2005 Dulce și amară